# Černá skála (přírodní památka, okres Blansko)
Černá skála je přírodní památka poblíž Lipovce u Blanska v okrese Blansko. Důvodem ochrany je jezírko na dně opuštěného lomu s hojným výskytem obojživelníků.